# 塩竈市立浦戸小中学校
塩竈市立浦戸小中学校（しおがましりつ うらとしょうちゅうがっこう）は、宮城県塩竈市浦戸にある公立（市立）の併設型小中一貫教育校。
また、同校は小規模特認校であり、希望によって学区外からの通学が認められる。

## 概要

### 小学校
- 全校児童 : 33人
  - 1年生 - 9人
  - 2年生 - 5人
  - 3年生 - 4人
  - 4年生 - 2人
  - 5年生 - 5人
  - 6年生 - 8人

2018年（平成30年）4月現在

### 中学校
- 全校生徒 : 19人
  - 1年生 - 8人
  - 2年生 - 4人
  - 3年生 - 7人

2018年（平成30年）4月現在

## 沿革

### 小学校
- 1875年（明治8年）4月が - 寒風沢小学校石浜枝校として創立する。
- 1907年（明治40年）12月 - 浦戸尋常小学校から分離して石浜尋常小学校となる。
- 1934年（昭和9年）4月 - 石浜尋常高等小学校となる。
- 1941年（昭和16年）12月 - 石浜国民学校となる。
- 1947年（昭和22年）3月 - 浦戸村立石浜小学校となる。
- 1953年（昭和28年）6月 - 塩竈市立浦戸第二小学校となる。
- 1973年（昭和48年）11月 - 完全給食を実施する。
- 1979年（昭和54年）3月 - 独立開校25周年記念事業を実施する。
- 1996年（平成8年）9月 - コンピュータ（5台）を導入する。
- 2002年（平成14年）11月 - 開校50周年記念式典を挙行する。
- 2004年（平成16年）9月 - 小規模特認校となり、学区外からの児童の受け入れが可能となる。
- 2005年（平成17年）4月1日 - 塩竈市立浦戸中学校と併設する。
- 2015年（平成27年）
  - 4月1日 - 塩竈市立浦戸小学校に改称する。
  - 4月9日 - 塩竈市立浦戸小中学校開校記念式典を挙行する。

### 中学校
- 1947年（昭和22年）4月1日 - 浦戸村立浦戸中学校として開校する。
- 1950年（昭和25年）4月1日 - 塩竈市立浦戸中学校に改称する。
- 1977年（昭和52年）4月1日 - 青少年赤十字（JRC）に加盟する。
- 1988年（昭和63年）3月22日 - 新校舎に移転する。
- 1997年（平成9年）7月13日 - 創立50周年記念式典を挙行する。
- 2004年（平成16年）9月 - 小規模特認校となり、学区外からの生徒の受け入れが可能となる。
- 2005年（平成17年）4月1日 - 塩竈市立浦戸第二小学校と併設する。
- 2015年（平成27年）4月9日 - 塩竈市立浦戸小中学校開校記念式典を挙行する。